# Estilo cinematográfico de Christopher Nolan

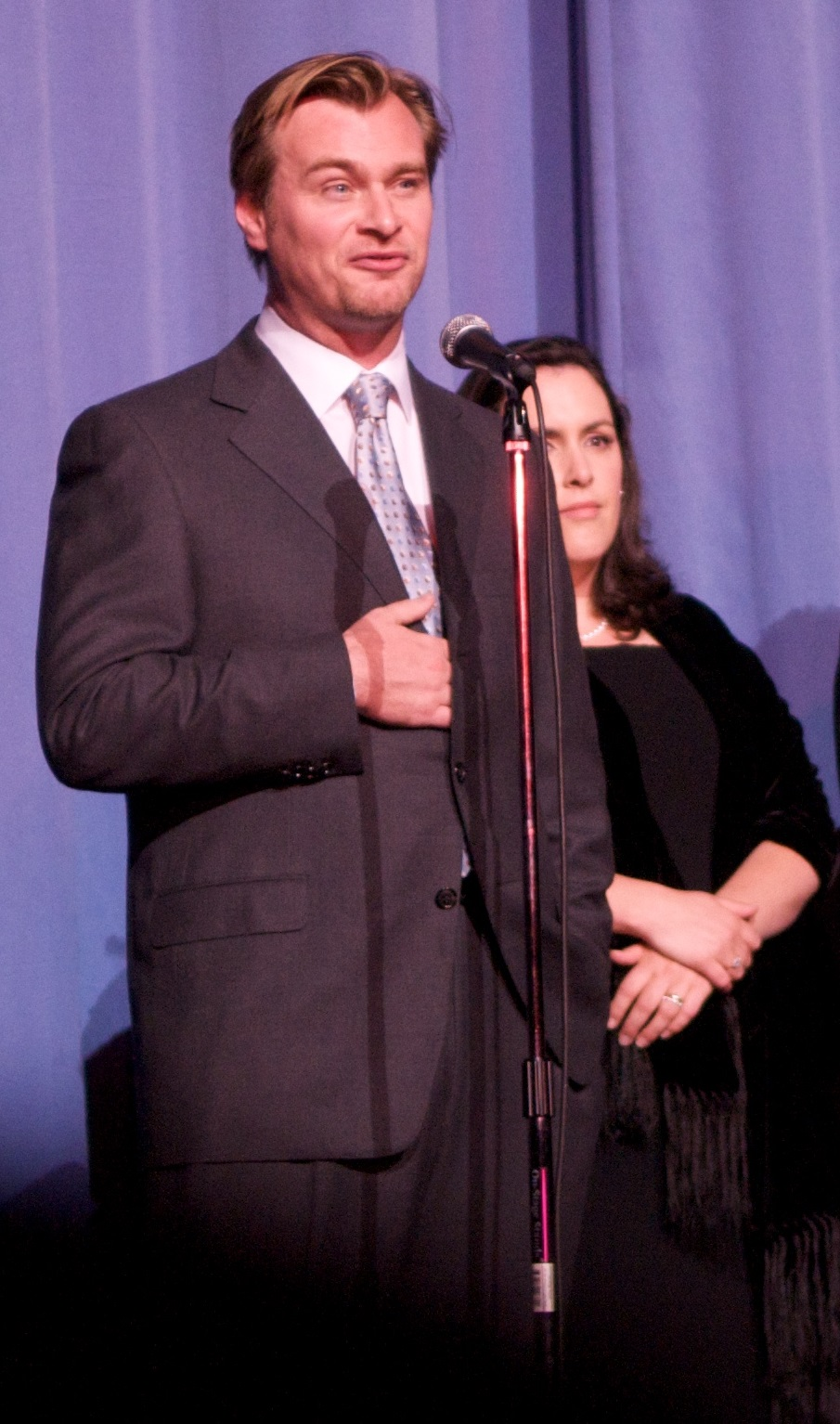
Christopher Nolan y su esposa Emma Thomas en el estreno de 2008 deThe Dark Knight

Christopher Nolan es un cineasta británico-estadounidense, conocido por usar cierta estética, temas y técnicas cinematográficas que son reconocidas en sus obras. Considerado un cineasta de autor, Nolan prefiere ediciones elípticas, iluminación de estilo documental, grabaciones con cámara en mano, los escenarios naturales y las ubicaciones de filmación reales al trabajo de estudio. Las narrativas integradas y los cruces entre diferentes marcos de tiempo en la historia son una de sus mayores características y muchas veces se muestran en sus películas paisajes sonoros e imágenes y conceptos basados o inspirados en las matemáticas. Nolan prefiere grabar en película que en vídeo digital y aboga por el uso de películas en grandes formatos y de mayor cualidad. Prefiere efectos prácticos antes que imágenes generadas por ordenador y es un defensor de la exhibición teatral.
Su trabajo explora temas existenciales y epistemológicos como experiencias subjetivas, materialismo, distorsión de la memoria, la mortalidad humana, la naturaleza del tiempo, la causalidad y la destrucción de la identidad personal. Sus personajes a menudo están en mal estado emocional, luchando contra el miedo y la ansiedad de la soledad, culpa, codicia o celos y/o son obsesivos y ambiguos moralmente. Nolan usa sus experiencias reales como inspiración para su trabajo. Los temas recurrentes más destacados de sus películas incluyen el concepto del tiempo y preguntas que envuelven la naturaleza de la existencia y la realidad.
Nolan ha coescrito varias de sus películas con su hermano, Jonathan Nolan, y con su mujer, Emma Thomas, ha coproducido todas sus películas. Otros de sus colaboradores más frecuentes incluyen al editor Lee Smith, los cinematógrafos Wally Pfister y Hoyte van Hoytema, el compositor Hans Zimmer, el diseñador de sonido Richard King, el productor de diseño Nathan Crowley y el director de casting John Papsidera. Sus películas tienen muchos actores recurrentes, como Michael Caine, que ha aparecido en ocho.

## Estética

### Estilo
Considerado un autor y postmodernista, el estilo visual de Nolan a menudo enfatiza espacios urbanos, hombres en traje, colores atenuados, escenas de diálogo enmarcadas en primer plano amplio con poca profundidad de campo y ubicaciones y arquitecturas modernas. Estéticamente, el director prefiere profundidad, sombras evocativas, iluminación estilo documental, filmación de cámara en mano, paisajes naturales y grabar las ubicaciones reales en vez de grabaciones de estudio.Sus paletas de colores son influenciadas por su daltonismo entre el verde y el rojo.Además, muchas de las películas de Nolan son muy influenciadas por el cine negro y es particularmente conocido por sus maneras de explorar varias formas de "manipular el tiempo de la historia y la experiencia del espectador en cuanto a ello".Él ha experimentado continuamente con elementos metaficcionales, cambios temporales, cortes elípticos, perspectivas solipsistas, narraciones no lineales, tramas laberínticas, hibridez de géneros y la mezcla de estilo y forma.

Los laberintos, las formas geométricas, las construcciones imposibles y las paradojas se encuentran frecuentemente en el trabajo de Nolan. Las escaleras de Penrose se ven en Inception como un ejemplo de objetos imposibles que pueden ser creados en mundos de sueños lúcidos.

Dándole atención a la naturaleza intrínsecamente manipulativa del medio. Nolan usa narrativas y técnicas estilísticas (notablemente la de mise en abyme y las recursiones) para llevar al espectador a preguntarse por qué sus películas son de la manera que son y por qué éstas producen respuestas particulares. Su preocupación en cuanto a narrativas e imágenes recursivas empezó a aparecer en su corto de 1997, Doodlebug, y posteriormente puede verse en muchas de sus películas. Algunos ejemplos incluyen los espejos infinitos creados por Ariadne en Inception y en el diseño del póster de Memento inspirado por el efecto Droste, en el cual una imagen aparece dentro de sí misma. Además, sus películas experimentan ideas inspiradas matemáticamente, como la banda de Möbius, los objetos imposibles, paradojas visuales y teselados. Nolan usa frecuentemente estas ideas como fundamentos para crear una forma narrativa, como la estructura palíndroma de Tenet. Otros ejemplos notables de "la belleza matemática" en sus obras incluyen las escaleras Penrose en Inception y el tesseracto en Interstellar, "una representación en tres dimensiones de nuestra realidad de cuatro dimensiones (tres dimensiones espaciales más la dimensión del tiempo) dentro de un hiperespacio de cinco dimensiones". A su vez, el logo de la compañía de producción de Nolan, Syncopy, es un laberinto sin centro.

Un mapa mostrando la estructura de Memento (2000)

Nolan usa a veces la edición como una manera de representar el estado psicológico de los personajes, mezclando su subjetividad con la de la audiencia. Por ejemplo, en Memento, el orden fragmentado de la secuencia de escenas tiene el objetivo de poner a la audiencia en una experiencia similar a la de Leonard en cuanto a ser incapaz de crear nuevos recuerdos a largo plazo. En The Prestige, las series de trucos mágicos y los temas de dualidad y decepción reflejan la narrativa estructural de la película. Su estilo de escritura contiene varias técnicas narrativas, como las analepsis, cambios de puntos de vista y narradores sospechosos. Las escenas son comúnmente interrumpidas por un estilo de edición poco convencional de cortar rápidamente de la toma principal (o de casi cortar el diálogo de los personajes) y cortar varias escenas de acción paralela para llegar a un clímax.
Las narrativas integradas y cortes entre diferentes marcos de tiempo son algunas de las características más importantes de Nolan. Following contiene cuatro líneas de tiempo y va intercalando tres; Memento intercala dos líneas, con una que se mueve a la inversa; The Prestige contiene cuatro e intercala tres; Inception intercala cuatro líneas, todas ellas dentro de una quinta. En Dunkirk, Nolan estructuró tres líneas de tiempo diferentes para emular un tono de Shepard de manera que este "proporcione un sentimiento continuo de intensidad". El conocido teórico e historiador cinematográfico David Bordwell escribió: "Para Nolan, creo que la forma tiene que ver fundamentalmente con el tipo de yuxtaposiciones que se pueden crear mediante el montaje cruzado. Se podría decir que trata el montaje cruzado de la misma manera que Ophüls trata los planos secuencia o Dreyer trata la decoración austera: un compromiso inicial con una elección creativa, que a su vez da forma a la gestión de la historia, la puesta en escena, la interpretación y otros factores". Bordwell añadió después: "Es raro encontrar algún director convencional tan incansablemente concentrado en explorar un conjunto particular de técnicas narrativas... Nolan se centra, de película en película, en unos cuantos recursos narrativos, encontrando nuevas posibilidades en lo que la mayoría de directores manejan de manera rutinaria. Me parece ser un director muy reflexivo, casi teórico, en su fascinación por girar ciertas convenciones de varias maneras, para revelar sus inesperadas posibilidades". El director ha recalcado la importancia de establecer un punto de vista claro en sus películas, y hace un uso frecuente de "las tomas que entran en una habitación después de un personaje, porque... esto lleva al espectador a la manera en la que el personaje entra". Sobre la perspectiva narrativa, Nolan ha dicho: "No quieres estar colgando encima de un laberinto viendo a los personajes tomar decisiones incorrectas porque es frustrante. Realmente quieres estar en el laberinto con ellos, girando las esquinas a su lado".

### Música

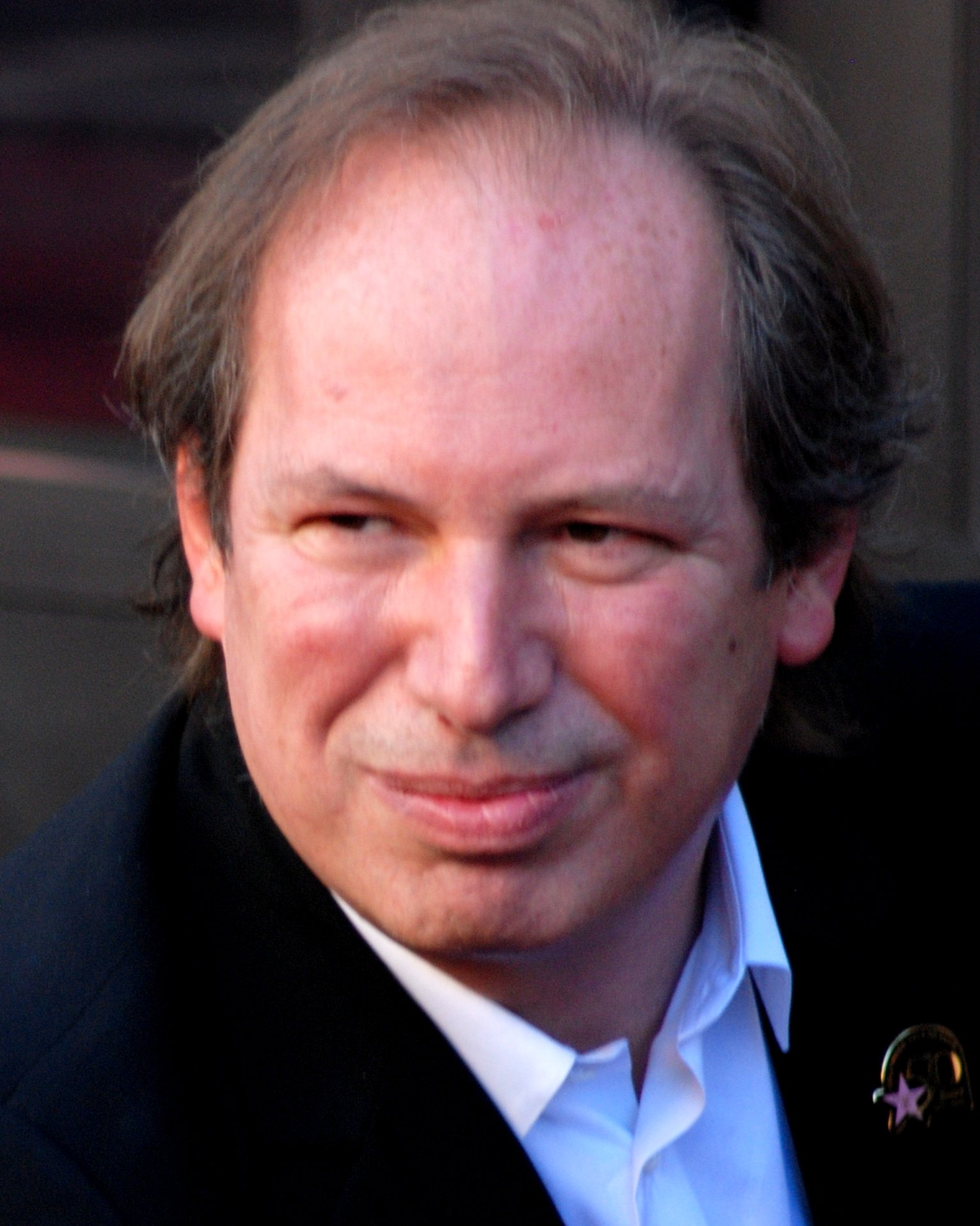
Nolan trabaja frecuentemente con Hans Zimmer para componer la música para sus producciones.

En colaboración con el compositor David Julyan, las películas de Nolan presentan partituras que crean atmósfera y son lentas, con expresiones minimalistas y texturas de ambient. A mitad de la década de los 2000, empezando con Batman Begins (2005), Nolan empezó a trabajar con Hans Zimmer, conocido por integrar música electrónica con arreglos de orquesta tradicionales. Con Zimmer, el paisaje sonoro en las películas de Nolan evolucionó hasta convertirse cada vez más en exuberante, cinético y experimental. Un ejemplo es el tema principal de Inception (2010), que es un derivado de una versión lenta de la canción de Édith Piaf "Non, je ne regrette rien" (1960). Para Interstellar (2014), Zimmer y Nolan querían moverse en otra dirección: "Las texturas, la música y los sonidos y lo que hemos creado se ha filtrado un poco en las películas de los demás, por lo que es hora de reinventar". La partitura de Dunkirk (2017) fue escrita para acomodar la ilusión auditiva de un tono Shepard, aunque también está basada en una grabación del reloj de bolsillo de Nolan, que le envió a Zimmer para que fuera sintetizada. Ludwig Göransson, el compositor de la banda sonora de Tenet (2020), investigó música retrógrada para generar melodías que sonaran de la misma manera hacia atrás que hacia adelante. Parte del paisaje sonoro del personaje villano en Tenet fue basado en Nolan respirando a través de un micrófono y después siendo manipulado y convertido en incómodos, ásperos sonidos por Göransson. Él dijo que trabajar con el director era una "experiencia que te abre los ojos", diciendo: "Sé por sus películas lo experto que es con la música, lo mucho que la entiende, pero no sabía realmente que él podía hablar de ella casi como un músico experimentado". Tres años después, Göransson hizo la música para la película de Nolan, Oppenheimer, con la cual ganó un Óscar a la mejor banda sonora original.
Como respuesta a las críticas de su mezcla de sonido experimental para Interstellar, Nolan remarcó: "A mí siempre me han encantado las películas que abordan el sonido de una manera tan impresionista y que es un abordamiento tan inusual para un éxito de taquilla convencional... No estoy de acuerdo con la idea de que tan solo se puede conseguir claridad mediante diálogos. La claridad de la historia, de las emociones — Intento conseguirla de una manera muy estratificada usando varios elementos a mi disposición —  imágenes y sonidos". La mezcla para Tenet recibió una atención similar, con algunas personas llamándola "exasperante" mientras otros la veían "inspiradora". Peter Albrechtsen, un diseñador de sonido que trabajó en Dunkirk, comentó que Nolan raramente usa doblaje, así que la mayoría del diálogo en sus películas está basado en sonido de producción. También remarcó que la manera en la que Nolan usa el sonido es "muy visceral... Es una experiencia física, sonoramente intensa, y puedo ver por qué, para algunos, es un poco abrumadora".

### Temas
El trabajo de Nolan explora temas existenciales, éticos y epistemológicos como la experiencia subjetiva, distorsión de la memoria, mortalidad humana, la naturaleza del tiempo, causalidad y la construcción de la identidad personal. Desde un punto de vista subjetivo, Nolan dijo: "Me fascina nuestra percepción subjetiva de la realidad, que todos estamos atrapados en un punto de vista sobre la realidad muy singular, una perspectiva singular en la que todos estamos de acuerdo que es una realidad objetiva, y las películas son una de las cosas en las que intentamos ver desde el mismo punto de vista". Sus películas contienen un grado notable de ambigüedad y a menudo examinan los parecidos entre la realización de películas y la arquitectura. El director evita divulgar las ambigüedades de su trabajo para que la audiencia sea libre de formular sus propias interpretaciones.
| Él ha completado once películas, [...] todas marcando las casillas del entretenimiento de estudio, sin embargo indeleblemente marcado con el tipo de temas personales y obsesiones que tradicionalmente son patrimonio exclusivo del cine de arte: el paso del tiempo, los fallos de la memoria, nuestras peculiaridades de la negación y la desviación, el reloj íntimo de nuestra vida interna, el mecanismo íntimo de nuestra vida interior, en un contexto de paisajes en los que las líneas de falla del industrialismo tardío se encuentran con los puntos de fisura y las paradojas de la era de la información.—Tom Shone sobre Nolan siendo un autor en Hollywood. |

El crítico de cine Tom Shone describió las obras de Nolan como "thrillers epistemológicos cuyos protagonistas, agarrados por el deseo de respuestas definitivas, deben negociar entornos laberínticos donde la verdad está siempre más allá de su alcance". En un ensayo titulado "Las maravillas racionales de Christopher Nolan", el crítico de cine Mike D'Angelo discute que el director es un materialista dedicado a explorar las maravillas del mundo natural. "Debajo de la mayoría de películas que ha hecho, no importa cuán fantasiosas, está su convicción de que el universo puede ser explicado completamente por procesos físicos". En su libro, Out of Time: Desire in Atemporal Cinema, el autor y teórico cinematográfico Todd McGowan afirma que muchas de las películas de Nolan rompen la cronología lineal con el objetivo de enfatizar la repetición del "impulso psicoanalítico". Escribe: "El futuro no proporciona la promesa del cumplimiento de deseos, sino un fracaso repetido en la consecución de su objeto. Al alterar la cronología, las películas atemporales evidencian este fracaso para el espectador y, por tanto, lo motivan a acoger la repetición del impulso en lugar de poner su fe en un futuro diferente". En 2020, Richard Newby de The Hollywood Reporter escribió que el concepto de Nolan de  "equilibrar las balanzas" se ha centrado menos en el individuo y más "innatamente consciente de lo comunal y global". Él señaló que el cineasta se preocupa por nociones como el legado y la justicia, así como de "la preservación del futuro, asegurando que hay uno para las generaciones futuras, incluso si implica sacrificarse aquí y ahora".
Nolan a menudo basa sus historias en cuestiones sociales más amplias, como la corrupción, la vigilancia, la desigualdad económica y el cambio climático, y sus personajes suelen estar emocionalmente perturbados y son obsesivos y moralmente ambiguos, haciéndole frente a miedos, ansiedad en cuanto a la soledad, la culpa, los celos y la codicia. Al explorar la "neurosis cotidiana" — "nuestros miedos y esperanzas cotidianos para nosotros" — en una realidad intensificada, Nolan los hace más accesibles a una audiencia universal. Sus protagonistas a menudo actúan por creencias filosóficas y su destino es ambiguo. Además, en algunas de sus películas, el protagonista y el antagonista son reflejos del otro, cosa que le transmite el antagonista al protagonista. Así, a través del choque de ideologías, Nolan destaca la naturaleza ambivalente de la verdad.  En su libro, The Traumatic Screen: The Films of Christopher Nolan (2020), el erudito del cine Stuart Joy se basa en la teoría psicoanalista cinematográfica contemporánea para considerar  "la función y la presentación de traumas" en las obras de Nolan, argumentando que la complejidad, consistencia temática y la naturaleza fragmentada de sus películas imitan el funcionamiento estructural de un trauma. Escribe que "las películas de Nolan remarcan la habilidad del cine para demostrar la esencia de la conciencia humana mientras comenta la relación entre el espectador y la pantalla".
El director usa sus experiencias de la vida real como inspiración para su trabajo, diciendo: "Desde un punto de vista creativo, el proceso de crecer, el proceso de madurar, casarse, tener hijos, he tratado de usar eso en mis obras. He intentado estar siempre solamente impulsado por las cosas que son importantes para mí". Escribiendo para The Playlist, Oliver Lyttelton señala la crianza de los hijos como una marca temática en el trabajo de Nolan, añadiendo: Siempre intenta evitar hablar de su vida privada, pero la paternidad ha sido el corazón emocional de casi todo lo que ha hecho, al menos desde Batman Begins en adelante (sus películas anteriores, se debería decir, fueron anteriores al nacimiento de sus hijos)."

El tiempo es un tema recurrente en la obra de Nolan. Muchas de las ideas de Tenet fueron exploradas por primera vez en un experimento mental realizado por James Clerk Maxwell en 1867, en el que sugirió cómo la segunda ley de la termodinámica podría ser violada hipotéticamente.

El tema recurrente más destacado de Nolan es el concepto del tiempo. El director ha identificado que la mayoría de sus películas "han tenido una relación extraña con el tiempo, normalmente solo en sentido estructural, en el sentido de que siempre me ha interesado la subjetividad del tiempo". Escribiendo para Film Philosophy, Emma Bell comentó que los personajes de Inception "escapan del tiempo al verse atrapados en él – creando la ilusión de que el tiempo no ha pasado y que no está pasando ahora. Ellos sienten el tiempo dolorosamente: destruyendo voluntariamente y conscientemente su experiencia al inventar múltiples experiencias simultáneas". En Interstellar, Nolan exploró las leyes de la física representadas en la teoría de la relatividad general de Einstein, identificando el tiempo como el antagonista de la película. Con Tenet, Nolan usó la entropía y la segunda ley de la termodinámica para explorar paradojas temporales como la paradoja del abuelo y el bucle causal, a la vez de ideas como la retrocausalidad, el fatalismo, la infinidad, el universo de un único electrón y el demonio de Maxwell. Siddhant Adlakha de IGN calificó Tenet como la culminación de la carrera del director y su obsesión por "el tiempo como un tejido en movimiento impreso en la película". Brandon Katz de The Observer escribió que "el tiempo no es simplemente un truco narrativo en la filmografía de Nolan ni sus escenarios un mero escaparate para la acción. Al contrario, son elementos integrales de la historia que interactúan tanto con los personajes como con los espectadores para obtener una respuesta emocional y psicológica de manera consciente e inconsciente".
Las preguntas ontológicas sobre la naturaleza de la existencia y la realidad también juegan un papel importante en su trabajo. Alec Price y M. Dawson de Left Field Cinema señalaron que las crisis existenciales de figuras masculinas conflictuadas "luchando contra la naturaleza escurridiza de la identidad" es un tema prevalente en las películas de Nolan. También destacaron la idea muy utilizada por el director de que el mundo actual (u objetivo) es de menos importancia que la manera en la que absorbemos y recordamos, y es esta realidad creada (o subjetiva) la que realmente importa. "Es únicamente en la mente y en el corazón donde podemos encontrar cualquier sentido de permanencia o equilibrio". Según Todd McGowan, estas "realidades creadas" también revelan la importancia ética y política de crear ficciones y falsedades en nuestra mente. Las películas de Nolan suelen engañar a los espectadores sobre los eventos que ocurren y las motivaciones de los personajes, pero no abandonan por completo la idea de una verdad. En cambio, "nos muestran cómo la verdad debe de salir fuera de la mentira si no quiere llevarnos por completo al mal camino". McGowan sostiene además que Nolan es el primer cineasta en dedicarse por completo a la ilusión del medio, llamándolo un cineasta hegeliano.
En Inception, Nolan se inspiró en los sueños lúcidos y la incubación del sueño. Los personajes tratan de meter una idea dentro de la mente de una persona pero sin que esta lo sepa, similar a la teoría de Freud de que el inconsciente influencia el comportamiento de uno sin el otro saberlo. La mayoría de sus películas tienen lugar en mundos en sueño interconectados, lo que crea una estructura en la cual las acciones en el mundo real o imaginario repercuten a los demás. El sueño siempre está en un estado de emergencia, cambiando a través de diferentes niveles a medida que los personajes lo navegan. Como Memento y The Prestige, Inception usa recursos narrativos metalépticos y sigue "la afinidad de autor de Nolan de convertir, además, los valores narrativos convergentes y cognitivos en y dentro de una historia ficcional".

#### Comentario
El trabajo de Nolan a menudo ha sido objeto de extensos comentarios sociales y políticos. El filósofo esloveno Slavoj Žižek dijo que The Dark Knight Rises muestra que las superproducciones de Hollywood pueden ser "indicadores precisos de los predicamentos ideológicos de nuestras sociedades". La trilogía de The Dark Knight exploró temas de caos, terrorismo, escalada de violencia, manipulación financiera, utilitarismo, la vigilancia masiva y los conflictos de clases. El arco de ascenso de Batman (filosóficamente) de hombre a "más que tan solo un hombre" es similar al Übermensch de Nietzsche. Además, las películas también exploraron ideas parecidas a la glorificación filosófica de una manera más simple y primitiva de la vida y del concepto de la voluntad general de Jean-Jacques Rousseau. El teórico Douglas Kellner vio las series como una alegoría crítica sobre la era Bush–Cheney, remarcando el tema de corrupción gubernamental y fracaso para resolver los problemas sociales, así como el espectáculo e iconografía cinematográficos relacionados con el 9/11.
En 2018, la revista conservadora The American Spectator publicó un artículo titulado "En búsqueda de Christopher Nolan", en el que escribía: "Todas las películas de Nolan, mientras mantienen un fuerte patriotismo, se sumergen bajo la superficie de las turbias aguas de la filosofía, sondando algunas de la luchas humanas más profundas en nuestra desafortunada época postmoderna". El artículo argumenta después que Dunkirk hace eco del trabajo del de dramaturgos absurdistas como Samuel Beckett y las sombrías novelas existenciales de Albert Camus y Jean-Paul Sartre. Nolan ha dicho que ninguna de sus películas pretende ser política.

## Método
| Las películas son subjetivas – lo que te gusta, lo que no te gusta, pero la cosa para mí que está absolutamente unificada es la idea de que cada vez que voy al cine y pago mi dinero y me siento y veo una película reproducirse en la pantalla, quiero sentir que las personas que han hecho esa película piensan que esa es la mejor película en el mundo, que lo han puesto todo en ella y que realmente les encanta. Esté de acuerdo o no con lo que han hecho, quiero ese esfuerzo allí – quiero esa sinceridad. Y cuando no la sientes, es el único momento en el que siento que estoy malgastando mi tiempo en el cine.—– Nolan sobre la sinceridad y la ambición de hacer películas. |

Nolan ha descrito su proceso cinematográfico como una combinación entre intuición y geometría. "Dibujo muchos diagramas cuando trabajo. Pienso mucho en los grabados de Escher, por ejemplo. Eso me libera, encontrar un modelo matemático o científico. Dibujo imágenes y diagramas que ilustren el movimiento o el ritmo que busco". El físico de Caltech y premio Nobel Kip Thorne comparó la intuición de Nolan a la de científicos con visión de futuro, diciendo que el cineasta comprendía cosas intuitivamente que no científicos raramente entendían. Reflejando su propia toma de decisiones sobre si comenzar o no un proyecto, Nolan ha proclamado la creencia en la sinceridad de su pasión por algo dentro del particular proyecto en cuestión como una base para su pensamiento selectivo.
Cuando trabaja con actores, Nolan prefiere darles el tiempo para interpretar tantas tomas de una escena como quieran. "He llegado a darme cuenta de que la iluminación y los montajes de las cámaras, las cosas técnicas, quitan todo el tiempo, pero grabar otra toma generalmente tan solo añade un par de minutos... Si un actor me dice que pueden hacer algo más con una escena, le doy la oportunidad, porque no va a costar tanto tiempo. No todo puede ser cuestión de problemas técnicos". El director prohíbe el uso de teléfonos en el set y favorece trabajar en cercana coordinación con sus actores, evitando el uso de videocámaras. Cillian Murphy dijo: "Él crea un lugar donde solo estás tú y los demás actores, está Wally [Pfister], el camarógrafo, y se queda de pie junto a la cámara con esta especie de pequeño monitor, pero lo está viendo a tiempo real. Y para él la interpretación primordial. Es la conexión entre los actores. Él deja espacio para la espontaneidad". Gary Oldman elogió al director por darle a los actores el espacio para "encontrar las cosas en la escena" y no simplemente dar direcciones por el mero hecho de darlas. Kenneth Branagh también reconoció la habilidad de Nolan de proveer un ambiente de trabajo armonioso, comparándolo con Danny Boyle y Robert Altman: "Estas no solo son personas que intentan engañar, engatusar o intimidar a la gente. Ellos, de algún modo, eliminan el caos".

Nolan escoge minimizar la cantidad de imágenes generadas por ordenador (CGI) para los efectos especiales en sus películas, prefiriendo usar efectos prácticos siempre que sea posible y usar solo CGI para mejorar elementos que ha fotografiado en cámara. Por ejemplo, sus películas Batman Begins, Inception e Interstellar mostraron 620, 500 y 850 tomas de efectos visuales, respectivamente, lo cual es considerado menor cuando se compara con los épicos de efectos visuales contemporáneos, que pueden tener de 1,500 a 2,000 tomas de este tipo. Nolan explicó:
Creo en la diferencia absoluta entre animación y fotografía. Sin importar como de sofisticada sea una imagen generada por ordenador, si ha sido creada sin elementos físicos y sin grabar nada, va a parecer una animación. Normalmente hay dos objetivos en los efectos visuales de una película. Uno es el de engañar a la audiencia para que vea algo sin fisuras, y eso es como trato de usarlo. El otro es el de impresionar a la audiencia con la cantidad de dinero gastado en el espectáculo de los efectos visuales, y en eso no tengo ningún interés.
Nolan filma la totalidad de sus películas con una unidad, en vez de usar una segunda unidad para secuencias de acción. De esa manera, mantiene su personalidad y su punto de vista en cada aspecto de la película. "Si no necesito estar dirigiendo las grabaciones que entran en la película, ¿para qué necesito realmente estar allí? La pantalla es del mismo tamaño para cada escena... Muchas películas de acción incluyen una segunda unidad que se encarga de toda la acción. Para mí, eso es extraño porque, entonces, ¿para qué querías hacer una película de acción?". Él usa una multicámara para los doblajes de acción y una cámara individual para toda la acción dramática. Después, ve los diarios todas las noches diciendo: "Grabar con una cámara individual significa que ya he visto cada fotograma porque mi atención no está dividida en múltiples cámaras". Nolan trabaja deliberadamente bajo un horario estricto durante las primeras etapas del proceso de edición, obligándose a sí mismo y a su editor a trabajar más espontáneamente. "Siempre pienso la edición como instintiva o impresionista. No pensar demasiado, en cierta manera, y lo siento más". También evita usar música temp track al montar sus películas.

## Colaboradores frecuentes
La esposa de Nolan, Emma Thomas, ha coproducido todas sus películas (incluyendo Memento, en la cual aparece acreditada como productora asociada). Trabaja regularmente con su hermano, Jonathan Nolan (creador de Person of Interest y Westworld), quien describe su relación de trabajo en las notas de producción para The Prestige: "Siempre he sospechado que tiene algo que ver con el hecho de que él es zurdo y yo diestro, porque él es de alguna manera capaz de ver mis ideas y darles la vuelta de manera que se vuelven justo un poco más retorcidas e interesantes. Es genial poder trabajar con él así". Cuando trabajan en proyectos separados, los hermanos siempre se consultan.
| Como director, soy como una lente humana a través de la cual se enfocan los esfuerzos de la gente. Gran parte de mi trabajo es tomar decisiones sobre cómo todo el gran talento con el que trabajo se fusiona en una sola conciencia.——Nolan sobre la colaboración y el liderazgo. |

El director ha trabajado con el guionista David S. Goyer en todas sus adaptaciones de cómics. Wally Pfister era el director de fotografía para todas las películas de Nolan, desde Memento a The Dark Knight Rises. Embarcando en su propia carrera como director, Pfister dijo: "La mejor lección que he aprendido de Chris Nolan es la de mantener mi humildad. Él es un auténtico caballero en el set y es genial con todos – Desde los actores hasta todo el equipo, él trata a todos con respeto". Con Interstellar, Nolan empezó a colaborar con el director de fotografía Hoyte van Hoytema.
Lee Smith ha editado siete películas de Nolan, mientras que Dody Dorn y Jennifer Lame han editado dos. David Julyan compuso la música para sus primeros proyectos, mientras que Hans Zimmer y James Newton Howard proveyeron la música para Batman Begins y The Dark Knight. Además, Zimmer también compuso la banda sonora de The Dark Knight Rises y trabajó con Nolan en muchas de sus películas posteriores. El músico dijo que su relación creativa con el director era altamente colaborativa y que considera a Nolan como un "cocreador" de la música. Desde Tenet (2020), Nolan ha trabajado con Ludwig Göransson. El director ha trabajado con el editor de sonido Richard King y el mezclador de regrabación Gary Rizzo desde The Prestige. Asimismo, Nolan ha colaborado frecuentemente con su supervisor de efectos especiales Chris Corbould, el coordinador de especialistas Tom Struthers, el asistente de dirección Nilo Otero y el supervisor de efectos visuales Paul Franklin. Otero contempla a Nolan como un retroceso a la vieja escuela de directores de Hollywood a causa de su competencia en todos los aspectos de producción en vez de especializarse en algo concreto. El diseñador de producción Nathan Crowley ha trabajado con él desde Insomnia (excepto por Inception y Oppenheimer) y Nolan lo ha llamado uno de sus colaboradores creativos más cercanos y más inspiradores. El director de casting John Papsidera ha trabajado en todas las películas de Nolan, exceptuando Following e Insomnia, sus dos primeras.
Christian Bale, Kenneth Branagh, Michael Caine, Gary Oldman, Cillian Murphy y Tom Hardy han sido colaboradores frecuentes desde mediados de la década de los 2000 hasta finales de la década del 2010, cada uno apareciendo en un máximo de 3 películas. Caine es el colaborador más prolífico de Nolan, habiendo aparecido en ocho de sus películas (incluyendo su cameo en Dunkerque); Nolan lo contempla como su "amuleto de buena suerte". De la misma manera, Caine ha descrito a Nolan como "uno de los mejores directores de cine", comparándolo favorablemente con figuras como David Lean, John Huston y Joseph L. Mankiewicz. Nolan es conocido por elegir estrellas del cine de la década de 1980 para sus películas, como por ejemplo Rutger Hauer (Batman Begins), Eric Roberts (The Dark Knight), Tom Berenger (Inception), Matthew Modine (The Dark Knight Rises y Oppenheimer) y John Lithgow (Interstellar). Modine dijo de trabajar con Nolan: "No hay sillas en un set de Nolan. Él se baja de su coche y va al set. Y se mantiene en pie hasta la hora de comer. Y se queda de pie hasta que dicen 'Recoged'. Está completamente dedicado – en todos los aspectos de la película".
| Colaborador       | Papel                            | Following | Memento | Insomnia | Batman Begins | The Prestige | The Dark Knight | Inception | The Dark Knight Rises | Interstellar | Dunkerque | Tenet | Oppenheimer | Total |
| ----------------- | -------------------------------- | --------- | ------- | -------- | ------------- | ------------ | --------------- | --------- | --------------------- | ------------ | --------- | ----- | ----------- | ----- |
| Christian Bale    | Actor                            |           |         |          | X             | X            | X               |           | X                     |              |           |       |             | 4     |
| Kenneth Branagh   | Actor                            |           |         |          |               |              |                 |           |                       |              | X         | X     | X           | 3     |
| Michael Caine     | Actor                            |           |         |          | X             | X            | X               | X         | X                     | X            | X         | X     |             | 8     |
| Chris Corbould    | Supervisor de efectos especiales |           |         |          | X             |              | X               | X         | X                     |              |           |       |             | 4     |
| Nathan Crowley    | Diseñador de producción          |           |         | X        | X             | X            | X               |           | X                     | X            | X         | X     |             | 8     |
| Paul Franklin     | Supervisor de efectos especiales |           |         |          | X             |              | X               | X         | X                     | X            |           |       |             | 5     |
| Morgan Freeman    | Actor                            |           |         |          | X             |              | X               |           | X                     |              |           |       |             | 3     |
| Ludwig Göransson  | Compositor                       |           |         |          |               |              |                 |           |                       |              |           | X     | X           | 2     |
| Jennifer Lame     | Editor                           |           |         |          |               |              |                 |           |                       |              |           | X     | X           | 2     |
| Tom Hardy         | Actor                            |           |         |          |               |              |                 | X         | X                     |              | X         |       |             | 3     |
| Lindy Hemming     | Diseñador de vestuario           |           |         |          | X             |              | X               |           | X                     |              |           |       |             | 3     |
| David Julyan      | Compositor                       | X         | X       | X        |               | X            |                 |           |                       |              |           |       |             | 4     |
| Richard King      | Diseñador de sonido              |           |         |          |               | X            | X               | X         | X                     | X            | X         | X     | X           | 8     |
| Jeffrey Kurland   | Diseñador de vestuario           |           |         |          |               |              |                 | X         |                       |              | X         | X     |             | 3     |
| Cillian Murphy    | Actor                            |           |         |          | X             |              | X               | X         | X                     |              | X         |       | X           | 6     |
| John Nolan        | Actor                            | X         |         |          | X             |              |                 |           | X                     |              | X         |       |             | 4     |
| Jonathan Nolan    | Guionista                        |           |         |          |               | X            | X               |           | X                     | X            |           |       |             | 4     |
| Gary Oldman       | Actor                            |           |         |          | X             |              | X               |           | X                     |              |           |       | X           | 4     |
| John Papsidera    | Director de cásting              |           |         | X        | X             | X            | X               | X         | X                     | X            | X         | X     | X           | 10    |
| Wally Pfister     | Cinematógrafo                    |           | X       | X        | X             | X            | X               | X         | X                     |              |           |       |             | 7     |
| Gary Rizzo        | Mezclador de sonido              |           |         |          |               | X            | X               | X         | X                     | X            | X         | X     | X           | X     |
| Charles Roven     | Productor                        |           |         |          | X             |              | X               |           | X                     |              |           |       | X           | 4     |
| Lee Smith         | Editor                           |           |         |          | X             | X            | X               | X         | X                     | X            | X         |       |             | 7     |
| Josh Stewart      | Actor                            |           |         |          |               |              |                 |           | X                     | X            |           | X     |             | 3     |
| Jeremy Theobald   | Actor                            | X         |         |          | X             |              |                 |           |                       |              |           | X     |             | 3     |
| Emma Thomas       | Productora                       | X         | X       | X        | X             | X            | X               | X         | X                     | X            | X         | X     | X           | 12    |
| Hoyte van Hoytema | Cinematógrafo                    |           |         |          |               |              |                 |           |                       | X            | X         | X     | X           | 4     |
| Hans Zimmer       | Compositor                       |           |         |          | X             |              | X               | X         | X                     | X            | X         |       |             | 6     |

## Influencias

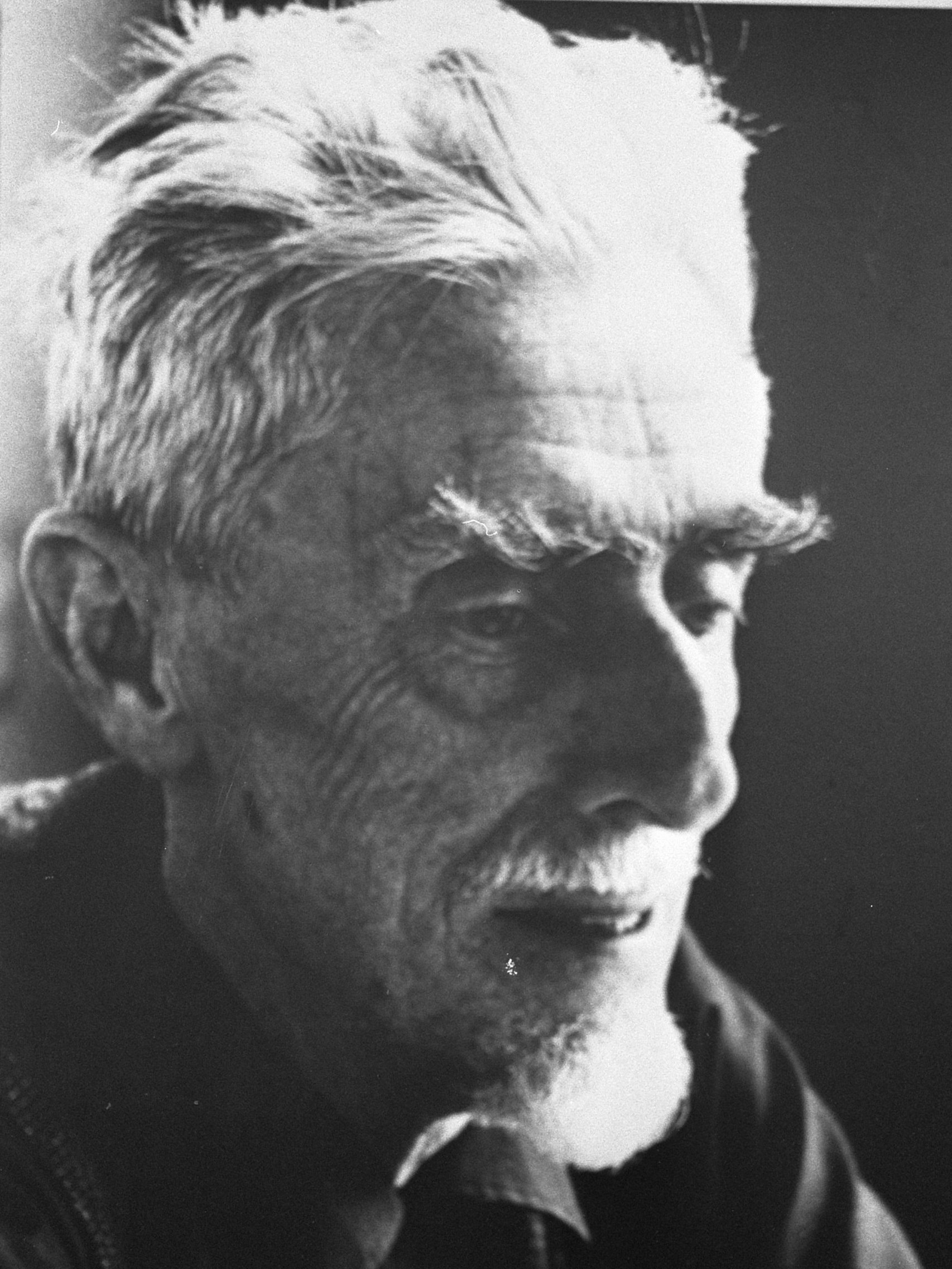
Nolan ha tachado a M. C. Escher como una gran influencia.

El cineasta ha citado a menudo al artista gráfico neerlandés M. C. Escher como una gran influencia en su propio trabajo. "Me inspiran mucho los estampados de M. C. Escher y el interesante punto de conexión o líneas borrosas entre el arte y la ciencia, y el arte y las matemáticas". Otra fuente de inspiración es el escritor argentino Jorge Luis Borges. El director ha llamado Memento un "primo lejano" de Funes the Memorious, y ha dicho: "Pienso que su escritura se curva naturalmente a una interpretación cinemática porque todo es sobre eficiencia y precisión, los huesos desnudos de una idea".
Cineastas a los que Nolan ha citado como influencias, incluyen: Stanley Kubrick, Quay Brothers, Michael Mann, Terrence Malick, Orson Welles, Fritz Lang, Nicolas Roeg, Sidney Lumet, David Lean, Ridley Scott, Terry Gilliam y John Frankenheimer. También ha elogiado a Sergio Leone, Andrei Tarkovsky, David Lynch y Jacques Tourneur. Las películas favoritas de Nolan incluyen: Blade Runner (1982), Star Wars (1977), The Man Who Would Be King (1975), Lawrence of Arabia (1962), Chinatown (1974), 2001: A Space Odyssey (1968), Withnail and I (1987) y Chariots of Fire (1981). En 2013,  Criterion Collection publicó una lista de las 10 películas favoritas de Nolan de su catálogo, que incluía The Hit (1984), 12 Angry Men (1957), The Thin Red Line (1998), The Testament of Dr. Mabuse (1933), Bad Timing (1980), Merry Christmas Mr. Lawrence (1983), For All Mankind (1989), Koyaanisqatsi (1982), Mr. Arkadin (1955) y la película de Erich von Stroheim, Greed (1924) (no disponible en Criterion). Él también es fan de las películas de James Bond, citándolas como "una gran fuente de inspiración" y ha expresado su admiración por el trabajo del compositor John Barry.
El hábito de Nolan de emplear tramas no lineales fue particularmente influenciado por la novela de Graham Swift Waterland, que según él  "hizo cosas increíbles con líneas de tiempo paralelas, y contó una historia en diferentes dimensiones que era extremadamente coherente". Él también fue influenciado por el lenguaje visual de la película Pink Floyd – The Wall (1982) y la estructura de Pulp Fiction (1994), declarando que estaba "fascinado con lo que Tarantino había hecho". Inception fue en parte influenciada por Infierno de Dante, la serie de Forest de Max Ernst y las películas Orpheus (1950), La Jetée (1962), On Her Majesty's Secret Service (1969) y Zabriskie Point (1970). Para Interstellar, Nolan mencionó una serie de influencias literarias, incluidas Flatland de Edwin Abbott Abbott, The Wasp Factory de Iain Banks y A Wrinkle in Time de Madeleine L'Engle. Para Dunkirk, Nolan dijo que fue inspirado por el trabajo de Robert Bresson, películas silenciosas como Intolerance (1916) y Sunrise: A Song of Two Humans (1927), a la vez que The Wages of Fear (1953). Otras influencias que Nolan ha citado incluyen el pintor figurativo Francis Bacon, los arquitectos Frank Lloyd Wright, Walter Gropius, Ludwig Mies van der Rohe, el poeta T. S. Eliot (Four Quartets, en particular) y los autores Raymond Chandler (The Big Sleep influenció sus primeras películas), James Ellroy, Jim Thompson y Charles Dickens (A Tale of Two Cities fue una gran influencia para The Dark Knight Rises).
Nolan además ha elogiado las comedias Talladega Nights, The Curse (2023), y MacGruber, al igual que los taquillazos Watchmen (2009) y la saga de Fast & Furious, especialmente Tokyo Drift.

## Opiniones sobre la industria cinematográfica

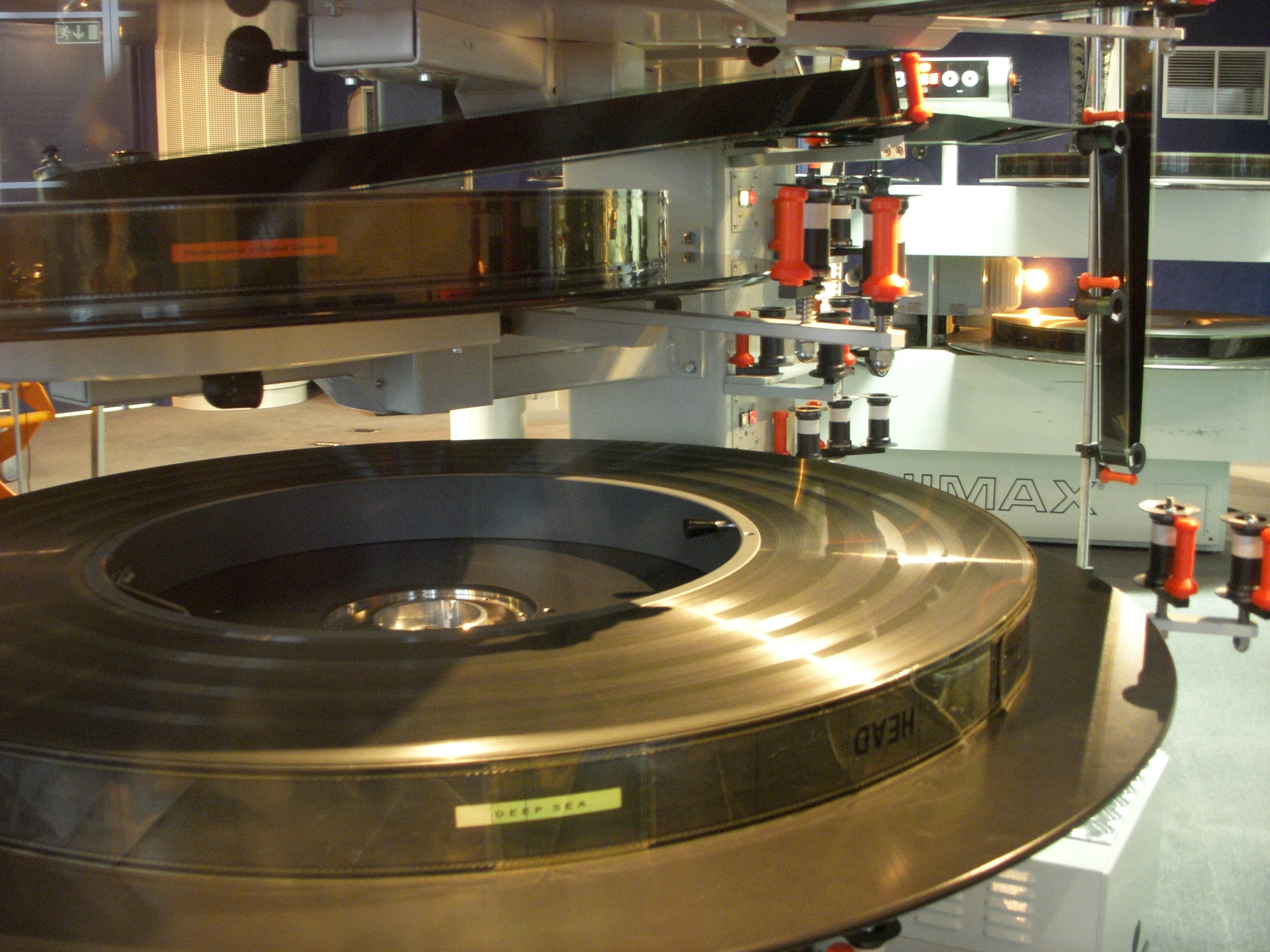
Nolan es conocido por grabar en película de 70 mm, y es acreditado por popularizar el uso de cámaras IMAX 70mm en el cine contemporáneo.

### Película fotográfica
Nolan es un firme defensor del uso continuado de películas y lo prefiere antes que las grabaciones y proyecciones digitales, resumiendo su opinión diciendo: "No estoy comprometido con la película por nostalgia. Estoy a favor de cualquier tipo de innovación técnica, pero necesita superar a técnicas anteriores y nada hasta ahora ha superado nada que haya venido antes". La mayor preocupación de Nolan es que la adquisición de formatos digitales en la industria del cine haya sido a causa de factores económicos en vez de porque lo digital sea un medio mejor que la película. Dice: "Pienso que, honestamente, todo se reduce al interés económico de los fabricantes y de una industria [de producción] que gana más dinero a través del cambio que a través de mantener el status quo". Él se opone al uso de intermediantes digitales y de cinematografía digital, las cuales le parecen menos confiables que la película y que ofrecen menor calidad de imagen. En particular, el director  aboga por el uso de la película de mejor calidad y mayor formato, como la anamórfica de 35mm de Panavision, la VistaVision, la Panavision Super 70mm y la película IMAX de 70mm. En vez de usar un intermedario digital, Nolan usa etalonaje digital para igualar el color de sus películas, que resulta en una manipulación menor de la imagen grabada y una resolución de imagen más alta. Buscando mantener una resolución mayor de un flujo de trabajo análogo, Nolan a veces ha editado y creado copias de lanzamiento para sus películas de forma óptica en lugar de mediante procesos digitales. En alguna ocasión, incluso ha editado secuencias para sus películas desde el negativo original de la cámara. Cuando se usan procesos digitales, Nolan utiliza telecine de gran resolución basado en una impresión de película fotoquímica, esforzándose por mantener un "aspecto de película".

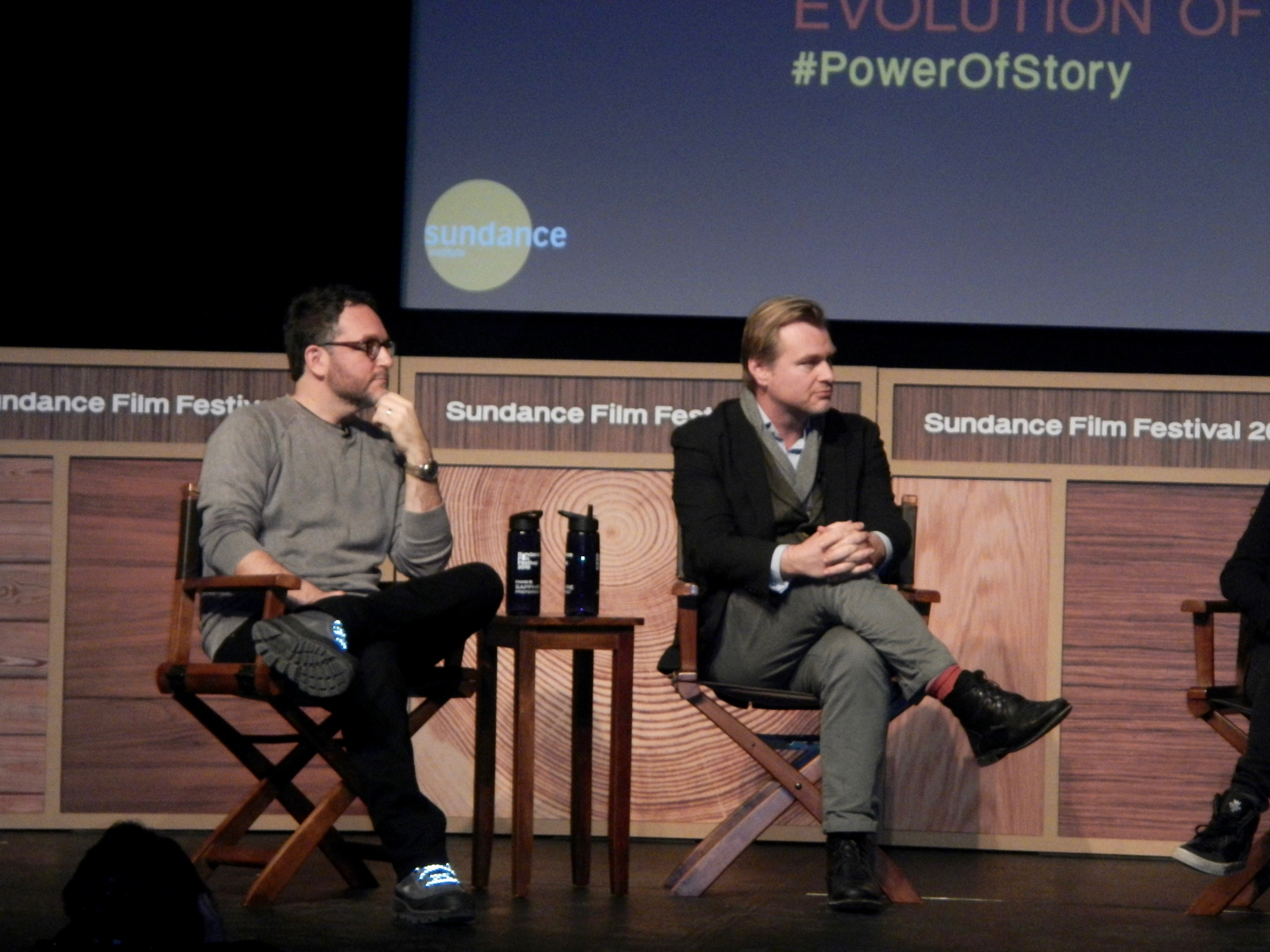
Nolan (en la derecha) y el director Colin Trevorrow hablando sobre la importancia de la película en el Sundance Film Festival de 2016.

A Nolan se le atribuye la popularización del uso de cámaras de película IMAX en la realización de películas comerciales, y ha utilizado su influencia en Hollywood para exhibir el formato IMAX, advirtiendo a otros cineastas a menos que continúen afirmando su elección de usar la película en sus producciones, los estudios cinematográficos comenzarán a eliminar gradualmente el uso de película en favor de lo digital. En 2014, Nolan, juntamente con los directores J. J. Abrams, Quentin Tarantino y Judd Apatow, presionaron existosamente para que los principales estudios de Hollywood continuaran financiando a Kodak para producir y procesar películas, después de que la compañía saliera de la bancarrota del capítulo 11, ya que Kodak es actualmente el último fabricante restante de películas cinematográficas mundialmente. En el Festival de cine de Sundance de 2016, Nolan atendió a un panel titulado "Poder de la Historia", donde habló de la importancia de permitir a los cineastas de películas la continua decisión artística de grabar en película. Además, defendió los méritos artísticos de la película basándose en la "especificidad del medio", que remarca la importancia de que una obra grabada en película se presente en su formato original, y la "resistencia del medio", la elección del artista sobre qué medio utilizar para crear un trabajo afectará aún más las decisiones sobre cómo se hace una obra. Nolan también es un proponente de la preservación de películas y es un miembro de la National Film Preservation Board, al igual que de la junta directiva de la Fundación de cine sin ánimo de lucro de Martin Scorsese.

### Exhibición teatral
Nolan defiende la importancia de que las películas sean reproducidas en cines de grandes pantallas, opuestos a los formatos de vídeo domésticos, ya que opina que "la pantalla cinematográfica es para la industria cinematográfica lo que los conciertos en directo son para la industria musical – y nadie va a un concierto donde se reproduce un MP3 en un escenario vacío". En 2014, Nolan escribió un artículo para The Wall Street Journal en el cual expresó su preocupación de que la industria del cine se aleja de la película fotoquímica y va hacia los formatos digitales, y así, la diferencia entre ver películas en cines versus verlas en otros formatos se normalizará, dejando a la audiencia sin incentivos para buscar una experiencia cinematográfica. Nolan además expresó inquietud de que, con contenido digitalizado, los cines del futuro serán capaces de seguir sus películas más vendidas y ajustar su programación en acorde, proceso que favorecerá a los grandes mercados de estudios cinematográficos, pero marginalizará a las películas más pequeñas, innovadoras e inconvencionales. Para combatir esto, Nolan piensa que la industria necesita concentrarse en mejorar las experiencias cinematográficas con formatos de presentación más grandes y bellos a los que no se podría acceder desde una casa, al igual que abrazar la nueva generación de jóvenes aspirantes a cineastas innovadores. Nolan asistió a la renovación del teatro DGA en Los Ángeles en 2019.
Durante la pandemia de COVID-19, Nolan emergió como un "defensor feroz" de las salas de cines y los trabajadores de la industria cinematográfica. Escribió sobre la importancia social y cultural de las salas de cine en un artículo que publicó The Washington Post el 21 de marzo de 2020. Allí, describió los cines como "lo más asequible y democrático de nuestros lugares de reunión comunitarios"  y urgió al Congreso de los Estados Unidos  a incluir en su rescate federal a las cadenas de cines, más sus empleados, en dificultades. "Espero que la gente esté viendo nuestra exhibición comunitaria por lo que realmente es: una parte vital de nuestra vida social, proporcionando trabajos a muchos y entreteniendo a todos. Estos son lugares de alegre convivencia donde los trabajadores sirven historias y delicias a la gente que va para disfrutar de una velada con su familia y amigos. Como cineasta, mi trabajo nunca puede estar completo sin esos trabajadores y las audiencias a las que atienden". El 30 de septiembre de 2020, Nolan firmó una carta a los legisladores de Washington apelando al gobierno federal para que le dieran apoyo a la industria. Después, el 18 de enero de 2021, firmó su nombre en una petición que apelaba al canciller inglés, Rishi Sunak, para que proporcionara fondos a las salas de cine en dificultades. Owen Gleiberman de Variety consideró a Nolan "el defensor público de la experiencia en salas de cine más dinámico de la industria cinematográfica".
Nolan, cuya relación con Warner Bros. ha sido descrita como "una de las relaciones de negocios más exitosas de la historia moderna del mundo del espectáculo", criticó públicamente al estudio por su falta de transparencia cuando anunciaron que publicarían su programación cinematográfica de 2021 el mismo día en Max. En una entrevista con NPR, él explicó: "Cuando una compañía empieza  a devaluar los activos individuales al usarlos como ventaja para diferentes estrategias comerciales sin primero saber cómo esas nuevas estructuras funcionarán, es una señal de gran peligro para la gente ordinaria que trabaja en esta industria".

### Interpolación de movimiento en 3D
Nolan ha sido crítico del cine 3D y no le gusta que las cámaras 3D no puedan ser equipadas con objetivos de distancia focal fija. En particular, Nolan ha criticado la pérdida de brillo a causa de la proyección 3D, que puede ser de hasta tres foot-lamberts más tenue. "No te percatas tanto de ello porque, una vez estás en 'ese mundo', tu ojo se compensa, pero después de haber luchado durante años para que las salas de cine tuvieran el brillo apropiado, no vamos a poner filtros polarizados en todo". Nolan también ha argumentado en contra de la creencia de que el cine tradicional no crea la ilusión de percepción profunda, diciendo: "Creo que es una denominación incorrecta llamarlo 3D versus 2D. El objetivo de la imagen cinematográfica es el de ser tridimensional... El 95% de nuestra percepción de profundidad proviene de la oclusión, la resolución óptica, del color y así sucesivamente, por lo que la idea de llamar a una película 2D 'película 2D ' es un poco engañosa".
Él a su vez se opone a la interpolación de movimiento, comúnmente conocida como "el efecto de telenovela", como la configuración predeterminada en la televisión. En 2018, Nolan, Paul Thomas Anderson y otros cineastas contactaron con fabricantes de televisores en un intento de "darles voz a los directores en cómo los estándares técnicos de nuestro trabajo pueden mantenerse en una casa". Una configuración de televisor llamada "Modo cineasta" fue anunciada por UHD Alliance un año después.
Nolan también aboga por el uso de medios físicos para vídeos domésticos en vez de medios streaming, particularmente el Ultra HD Blu-ray, citando la superior calidad de imagen que se acerca más a preservar la visión de los cineastas. Nolan dice: “Hay mucha menos comprensión; nosotros controlamos el color, el brillo y todas esas cosas. La transmisión streaming es como emitir una película, no tenemos mucho control sobre cómo sale”.